# Hessische Orde van Verdienste

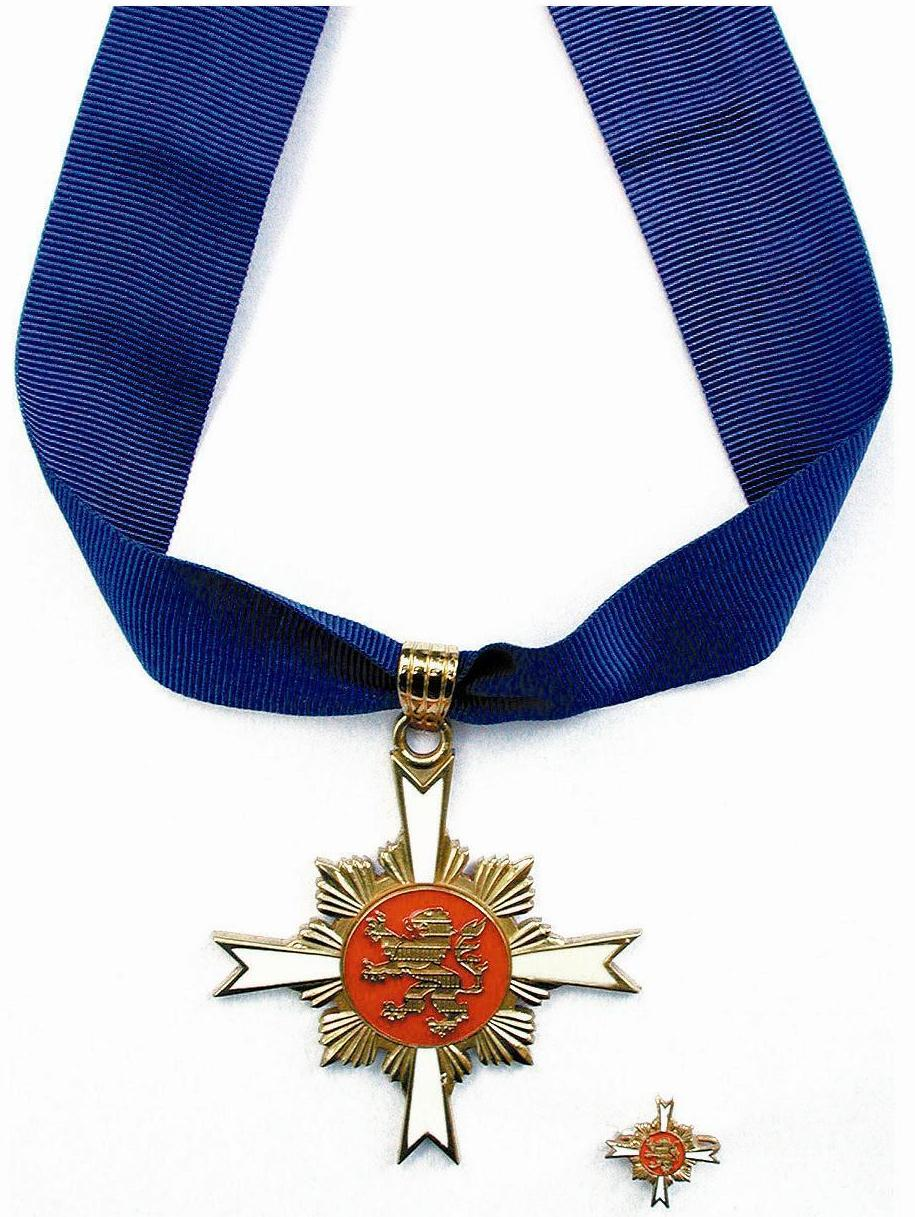
Hessische Orde van Verdienste

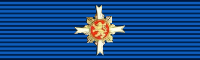
Lint van de Hessische Orde van Verdienste

De Hessische Orde van Verdienste, in het Duits: "Hessischer Verdienstorden" geheten is de hoogste orde van verdienste van het land Hessen, een deelstaat van de Bondsrepubliek Duitsland.
Na de instelling van de Bondsrepubliek werd de orde in 1989 bij wet ingesteld. In 1998 werd de orde gedeeld in de Hessischer Verdienstorden (met 800 levende dragers) en "Hessischer Verdienstorden am Bande", een commandeurskruis met 200 levende dragers en werd de onderscheiding voor het eerst toegekend door de minister-president van Hessen.
De minister-president van Hessen, de ministers voor zover het hun ambtsgebied betreft en de voorzitter van het Parlement, de Landtag, mogen voordrachten doen. De minister-president besluit over de benoemingen. Hij kan de dragers de orde ook weer afnemen wanneer blijkt dat zij dit ereteken niet waardig zijn of achteraf niet waardig waren geweest.
De orde kent geen ridders of commandeurs maar zij die het kruis bezitten zijn "drager" van dat kruis. Het kruis wordt door heren aan een lint "en sautoir" gedragen al een commandeurskruis. Dames laten het lint opmaken tot een strik en dragen het kruis op de schouder.
Sinds 2002 is de minister-president ambtshalve drager van de Ie klasse van de orde.
Voor dagelijks gebruik is er een knoopsgatversiering in de vorm van een strikje met een miniatuur van het kruis.

## Het versiersel
Het versiersel is een wit kruis met in het midden een medaillon met de Hessische leeuw. Het lint is blauw.